# فرودگاه بین‌المللی موندو مایا
فرودگاه بین‌المللی موندو مایا (به انگلیسی: Mundo Maya International Airport) یک فرودگاه نظامی و همگانی با کد یاتا FRS است که یک باند فرود بتن دارد و طول باند آن ۳۰۰۰ متر است. این فرودگاه در کشور گواتمالا قرار دارد .